# Pokémon Meisterdetektiv Pikachu
Pokémon Meisterdetektiv Pikachu (stilisiert als POKÉMON: Meisterdetektiv Pikachu) ist ein Fantasy-Abenteuerfilm von Rob Letterman. Er basiert auf dem Pokémon-Franchise sowie auf dem Videospiel Meisterdetektiv Pikachu. Der Film kam am 9. Mai 2019 in die deutschen und am darauffolgenden Tag in die US-amerikanischen Kinos. Er ist der erste Realfilm des Pokémon-Franchises und wurde von Legendary Pictures produziert und von Warner Bros. vertrieben.
Im Mittelpunkt des Films stehen Tim Goodman und Meisterdetektiv Pikachu, ein sprechendes Pokémon. Die beiden schließen sich zusammen, um das Verschwinden von Tims Vater Harry Goodman aufzuklären. Dieser war der Partner des Meisterdetektivs Pikachu und verschwand unter mysteriösen Umständen nach einem Autounfall.
Der Film wurde von Kritikern überwiegend gelobt und ist die bestbewertete Videospielverfilmung der Aggregationswebsite Rotten Tomatoes. Auch an den Kinokassen war der Film erfolgreich und erzielte weltweit ein Einspielergebnis von 450 Millionen US-Dollar.

## Handlung
Meisterdetektiv Pikachu spielt in einer fiktiven, aus dem Pokémon-Franchise bekannten Welt, in der neben den Menschen auch fiktive Wesen namens Pokémon leben. Der 21-jährige Versicherungsvertreter Tim Goodman wollte in seiner Kindheit immer Pokémon-Trainer werden, gab dies allerdings nach dem Tod seiner Mutter auf und zog zu seiner Großmutter. Nachdem er von dem Tod seines Vaters in einem Autounfall hört, reist er nach Ryme City, um den Besitz seines Vaters Harry Goodman abzuholen. In der Wohnung seines Vaters trifft er auf ein sprechendes Pikachu, welches nur er verstehen kann. Die beiden flüchten vor einer Gruppe von Griffel, affenähnlichen Pokémon, von denen sie, unter Einfluss eines mit „R“ beschrifteten Giftgases, das Tim versehentlich freigesetzt hat, attackiert werden. Durch die Hilfe von Lucy Stevens, einer jungen Reporterin, finden sie an den Docks von Ryme City ein Pantimos, ein Pantomime-Pokémon, welches das Duo zu einem illegalen Pokémon-Kampf leitet, bei dem sie weitere Informationen zu dem Gas finden sollen. Dort werden sie von einem unter Einfluss des Gases stehenden Glurak attackiert. Sie erfahren von dem Besitzer des Gluraks, dass dieser das Gas von einer Person, welche „Doktor“ genannt wird, erhalten hat.
Tim und Pikachu werden zu Howard Clifford, dem im Rollstuhl sitzenden Gründer von Ryme City, gebracht, der ihnen eröffnet, dass Harry Goodman bei dem Autounfall nicht verstarb, sondern von einem mysteriösen Pokémon namens Mewtu, welches kürzlich aus einem Forschungslabor ausgebrochen ist, entführt wurde. Mewtu soll außerdem den Autounfall verursacht sowie die Gedanken von Pikachu, das als Partner von Harry bei dem Unfall dabei war, gelöscht haben. Nachdem Howard sie vor seinem Sohn Roger warnt, dass dieser insgeheim die Kontrolle über Ryme City übernommen haben soll, machen sich Tim und Pikachu zusammen mit der Reporterin Lucy auf in das Forschungslabor. Dort finden sie heraus, dass der „Doktor“ eigentlich die Forscherin Dr. Ann Laurent ist, die – unterstützt durch Harry und Meisterdetektiv Pikachu – Experimente an dem geheimnisvollen Pokémon Mewtu durchgeführt haben soll. Die drei müssen vor drei Quajutsu aus dem Labor fliehen und können diesen zwar in einem riesigen Chelterrar-Garten durch die Hilfe von Lucys Enton entkommen, allerdings wird Pikachu bei dieser Flucht verletzt. Nachdem Tim einige Bisasam darum bittet, Pikachu zu heilen, führen diese die beiden zu Mewtu, welches Pikachu heilt. Mewtu eröffnet Tim und Pikachu, dass es von Pikachu aus dem Labor befreit wurde, wird aber von Roger Clifford gefangen genommen, bevor es Tim und Pikachu zeigen konnte, was in der Unfallnacht wirklich passiert ist. Pikachu, das überzeugt davon ist, dass es Harry an das bösartige Mewtu verraten hat, trennt sich von Tim und Lucy und entdeckt an der Unfallstelle von Harry, dass dieser nicht von Mewtu, sondern von Quajutsu attackiert wurde. Währenddessen machen sich Tim und Lucy auf nach Ryme City, wo gerade eine Pokémon-Parade startet, sie wollen Howard und die Öffentlichkeit warnen.
Als Tim Howard trifft, erfährt er, dass dieser vorhat, sein Bewusstsein durch das R-Gas in den Körper von Mewtu zu übertragen, um dessen Kräfte dazu zu benutzen, alle Pokémon mit ihren Benutzern zu fusionieren. Howard beginnt dann im Körper von Mewtu damit in Ryme City, indem er das Gas aus Ballons der Parade strömen lässt. Während Pikachu zurückkehrt und seine elektrischen Kräfte dazu einsetzt, das von Howard kontrollierte Mewtu zu attackieren, erfährt Tim, dass der echte Roger Clifford von Howard weggesperrt und durch ein sehr wandelfähiges Ditto ersetzt wurde. Es gelingt Tim, Mewtu von Howards Einfluss zu befreien. Während Mewtu die Menschen und Pokémon wieder aus der Fusion befreit, wird Howard von der Polizei verhaftet. Mewtu offenbart Tim, dass er Harry nicht entführt, sondern mit Pikachu fusioniert hat, um ihn von den im Unfall entstandenen Verletzungen zu heilen und dabei Harrys Erinnerungen entfernt hat, während Harrys Bewusstsein in Pikachu blieb. Nachdem Mewtu diese Fusion wieder rückgängig macht, wird Tim von seinem vollständig zurückgekehrten Vater angeboten, zurück nach Hause zu fahren. Tim entschließt sich allerdings, bei Harry und Pikachu zu bleiben und selber Detektiv zu werden.
Im Abspann finden sich Animationen zu den Pokemonspielen und die Hauptcharaktere im Manga- bzw. Comicstyle. 

## Produktion
Im April 2016 wurde bekannt, dass sich Warner Bros. und Legendary Pictures die Rechte für eine Realverfilmung von Pokémon gesichert haben. Am 20. Juli 2016 wurde angekündigt, dass der Film eine Realverfilmung des Spiels Meisterdetektiv Pikachu sein wird.
Im Original wird Pikachu von Ryan Reynolds gesprochen, seine Gesichtsausdrücke wurden mit Motion Capture auf Pikachu übertragen. Die Hauptrolle spielt Justice Smith. Regisseur des Films ist Rob Letterman, der zusammen mit Dan Hernandez, Benji Samit und Derek Connolly das Drehbuch schrieb. Produziert wurde der Film von der Oscar-nominierten Mary Parent, Cale Boyter, Hidenaga Katakami und Don McGowan. Die Filmmusik komponierte Henry Jackman.
Am 12. November 2018 wurde der erste Trailer zum Film veröffentlicht und erstes Filmmaterial gezeigt.
Der Film lief in Japan seit dem 3. Mai 2019, in Deutschland seit dem 9. Mai und in den USA seit dem 10. Mai 2019 in den Kinos.

## Synchronisation
Die deutschsprachige Synchronfassung des Films wurde nach einem Dialogbuch von Marius Clarén und der Dialogregie von Solveig Duda durch die Film- & Fernseh-Synchron produziert. Für das Pokémon Mewtu konnte erneut Frank Muth als Sprecher verpflichtet werden, der die Figur bereits im ersten Pokémon-Film sowie dessen Nachfolgespecial sprach.
| Rolle                  | Schauspieler                 | Synchronsprecher   |
| ---------------------- | ---------------------------- | ------------------ |
| Pikachu, Harry Goodman | Ryan Reynolds                | Dennis Schmidt-Foß |
| Tim Goodman            | Justice Smith                | Marco Eßer         |
| Lucy Stevens           | Kathryn Newton               | Jodie Blank        |
| Sebastian              | Omar Chaparro                | Leonhard Mahlich   |
| Roger Clifford         | Chris Geere                  | Arne Stephan       |
| Lt. Hide Yoshida       | Ken Watanabe                 | Tōru Tanabe        |
| Howard Clifford        | Bill Nighy                   | Frank Glaubrecht   |
| Jack                   | Karan Soni                   | Dirk Petrick       |
| Dr. Ann Laurent        | Rita Ora                     | Anja Stadlober     |
| Mewtu                  | Rina Hoshino/Kotaro Watanabe | Frank Muth         |
| Enton                  |                              | Patrick Keller     |

## Einspielergebnis
Allein am Eröffnungswochenende konnte Meisterdetektiv Pikachu 103 Millionen US-Dollar einspielen und überholte damit sogar Avengers: Endgame an diesem Wochenende. In Deutschland debütierte der Film auf Platz 2 der Kino-Charts mit einem Einspielergebnis von etwa 5 Millionen US-Dollar in den ersten fünf Tagen. In Nordamerika spielte der Film am Veröffentlichungswochenende 58 Millionen US-Dollar ein und lag so nur knapp hinter Avengers: Endgame mit 63 Millionen US-Dollar an diesem Wochenende. Damit legte Meisterdetektiv Pikachu den besten Start einer Videospielverfilmung überhaupt hin, gefolgt von Lara Croft: Tomb Raider.
Weltweit konnte der Film bis zum 1. August 2019 etwa 431,7 Millionen US-Dollar einspielen, bei einem Produktionsbudget von etwa 150 Millionen US-Dollar. In Deutschland sahen sich 1.426.795 Besucher den Film in Kinos an, dadurch befindet er sich aktuell auf Platz 13 der deutschen Jahres-Charts 2019. Deutschlandweit spielte der Film etwa 12 Millionen Euro ein.

## Fortsetzung
Bereits im Januar 2019 wurde eine Fortsetzung mit Drehbuchautor Oren Uziel angekündigt. Schließlich wurde im März 2023 Jonathan Krisel als Regisseur für eine Fortsetzung des Films beauftragt, das Drehbuch schreibt nun Chris Galletta.